# Städtischer Rheinhafen Wesel
Der Städtische Rheinhafen Wesel ist der Handelshafen der Stadt Wesel am Niederrhein.

## Lage
Der Hafen liegt am westlichen Rand von Wesel zwischen den Rheinkilometern 814,50 – 815,90. Zwei Kilometer weiter südlich – an der Einmündung des Wesel-Datteln-Kanals in den Rhein – liegt der der Rhein-Lippe-Hafen Wesel. Parallel zum Hafenbecken mündet die Lippe in den Rhein.

## Geschichte
Bereits aus dem Jahre 1355 ist urkundlich erwähnt, dass an der Lippe in Wesel mit Hilfe eines Kranschiffes Handel betrieben wurde. 1407 wurde Wesel zur Hansestadt erhoben und im Zuge dessen ein neues Kranschiff am Rheinufer installiert. Das erste Hafenbecken am Rhein wurde 1650, ein neuer Sicherheitshafen schließlich 1896 fertiggestellt. Das alte Hafenbecken wurde 1927 zugeschüttet.
Zunächst von Treidel- und Segelschiffen, später auch von Dampf- und Motorschiffen genutzt, erlebte der Hafen einen stetigen Anstieg des Umschlages. Um 1870 herum wurde eine Hafenbahn gebaut, die eine Verbindung zu den Bahnstrecken Haltern–Venlo, Oberhausen–Arnhem und Wesel–Bocholt herstellte.
Gegen Ende des Zweiten Weltkriegs wurden große Teile des Hafens zerstört. Die Hafenbahn sowie die Kaimauern wurden jedoch bereits 1950 wieder aufgebaut.

## Infrastruktur
Heute wird der Hafen von der DeltaPort GmbH & Co. KG betrieben. Er hat eine 805 Meter lange gespundete Kaimauer, beinhaltet 7,3 Hektar Wasser- und besitzt 13,8 ha Industrieflächen. Umgeschlagen werden Schütt- und Stückgüter, Futter- und Düngemittel, Getreide, Torf, Glas, Kies und andere Baustoffe sowie Brennstoffe (Kohle, Benzin, Diesel, Heizöl). 2006 betrug der Güterumschlag durch die Binnenschifffahrt 973.000 Tonnen, sank jedoch bis 2012 auf 646.000 Tonnen ab. Für die Logistik stehen Silos (46.000 Tonnen für Futtermittel, Baustoffe und Düngemittel), Tanklager (42.000 Tonnen), Schüttböden (3.000 m²) sowie vier 6-Tonnen-Kräne, drei 40-Tonnen-Schwimmkräne, Umschlag-, Saug- und andere Transportanlagen zur Verfügung.

Darüber hinaus befindet sich ein Anleger für die Personenschifffahrt auf dem Hafengelände. Diese nutzen einen eigenen Landungssteg mit Schwimmponton bei Rheinkilometer 815 rechts an der Rheinpromenade. Für die Freizeitschifffahrt gibt es einen eigenen Yachthafen bei Rheinkilometer 816,5 rechts.  Dort bestehen geeignete Anleger und eigene Ver- und Entsorgungseinrichtungen für Kleinfahrzeuge.

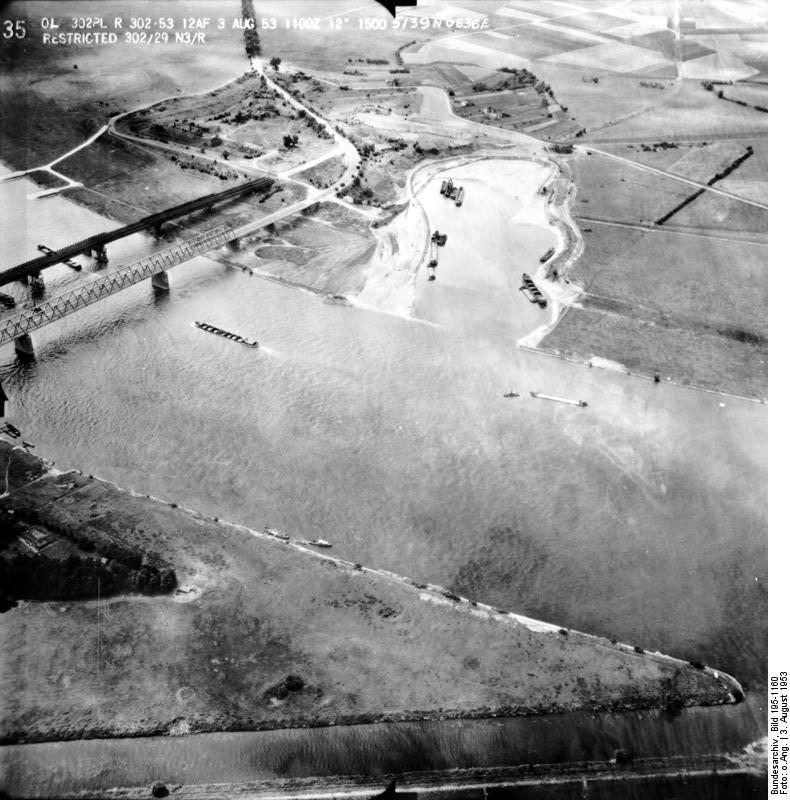
Der Hafen 1953

## Verkehr
Die Hafengesellschaft betreibt eine Hafenbahn mit eigenen Dieselloks sowie einer Streckenlänge von 7,5 Kilometern. Es bestehen direkte Anbindungen an das Schienennetz der Deutschen Bahn AG.
Die Bundesstraße 8 und die B 58 erschließen die Hafengebiete zu der acht Kilometer östlich verlaufenden Bundesautobahn 3.